# Élections sénatoriales de 2020 dans l'Indre
Les élections sénatoriales dans l'Indre ont lieu le dimanche 27 septembre 2020. Elles ont pour but d'élire les sénateurs représentant le département au Sénat pour un mandat de six années.

## Contexte départemental
Lors des élections sénatoriales de 2014 dans l'Indre, deux sénateurs ont été élus : Jean-François Mayet et Louis Pinton.
Depuis, tous les effectifs du collège électoral des grands électeurs ont été renouvelés, avec les élections départementales de 2015, les élections régionales de 2015, les élections législatives de 2017 et les élections municipales de 2020.

## Rappel des résultats de 2014
| Candidat et parti politique | Candidat et parti politique | Candidat et parti politique | Premier tour | Premier tour | Second tour | Second tour |
| Candidat et parti politique | Candidat et parti politique | Candidat et parti politique | Voix         | %            | Voix        | %           |
| --------------------------- | --------------------------- | --------------------------- | ------------ | ------------ | ----------- | ----------- |
|                             | Louis Pinton                | UMP                         | 427          | 62,89        |             |             |
|                             | Jean-François Mayet         | UMP                         | 295          | 43,45        | 308         | 46,32       |
|                             | Vanik Berberian             | MoDem                       | 200          | 29,46        | 230         | 34,59       |
|                             | Nicolas Renaux              | PS                          | 113          | 16,64        | 103         | 15,49       |
|                             | Cédric Marmuse              | PS                          | 101          | 14,87        | Retrait     | Retrait     |
|                             | Pierre Morizet              | EELV                        | 30           | 4,42         | Retrait     | Retrait     |
|                             | David Navarro               | PCF                         | 27           | 3,98         | Retrait     | Retrait     |
|                             | Brigitte Nicolas            | PCF                         | 27           | 3,98         | 16          | 2,41        |
|                             | Catherine Cauzeret          | FN                          | 19           | 2,80         | 8           | 1,20        |
|                             | Lolita Rouhart              | NPA                         | 2            | 0,29         | Retrait     | Retrait     |
|                             |                             |                             |              |              |             |             |
| Inscrits                    | Inscrits                    | Inscrits                    | 700          | 100,00       | 700         | 100,00      |
| Abstentions                 | Abstentions                 | Abstentions                 | 13           | 1,86         | 13          | 1,86        |
| Votants                     | Votants                     | Votants                     | 687          | 98,14        | 687         | 98,14       |
| Blancs                      | Blancs                      | Blancs                      | 4            | 0,58         | 11          | 1,60        |
| Nuls                        | Nuls                        | Nuls                        | 4            | 0,58         | 11          | 1,60        |
| Exprimés                    | Exprimés                    | Exprimés                    | 679          | 98,84        | 665         | 96,80       |

## Sénateurs sortants
| Sénateur | Sénateur            | Parti | Fonctions lors de l'élection en 2014  |
| -------- | ------------------- | ----- | ------------------------------------- |
|          | Frédérique Gerbaud  | LR    | Conseillère municipale de Châteauroux |
|          | Jean-François Mayet | LR    | Sénateur sortant                      |

## Présentation des candidats et des suppléants
Les nouveaux représentants sont élus pour une législature de 6 ans au suffrage universel indirect par les 700 grands électeurs du département. Dans l'Indre, les sénateurs sont élus au scrutin majoritaire à deux tours. Leur nombre reste inchangé, deux sénateurs sont à élire. Il y aura plusieurs candidats dans le département, chacun avec un suppléant.
| N°  | Candidats | Candidats             | Parti | Principales fonctions                                     |
| --- | --------- | --------------------- | ----- | --------------------------------------------------------- |
| T 1 |           | Jean-Luc Labbé        | PCF   | Adjoint au maire d'Argenton-sur-Creuse                    |
| s 1 |           | Danielle Faure        | PCF   | Conseillère municipale de Déols                           |
|     |           |                       |       |                                                           |
| T 2 |           | François Avisseau     | PS    | Maire délégué d'Éguzon-Chantôme                           |
| s 2 |           | Sophie Cazé           | PS    | Conseillère municipale d'Issoudun                         |
|     |           |                       |       |                                                           |
| T 3 |           | Thierry Damien        | LREM  | Adjoint au maire de Saint-Maur                            |
| s 3 |           | Carole Bodin-Dubrulle | LREM  | Conseillère municipale de Migné                           |
|     |           |                       |       |                                                           |
| T 4 |           | Paul Thore            | DVD   |                                                           |
| s 4 |           | Laura Baudat          | DVD   |                                                           |
|     |           |                       |       |                                                           |
| T 5 |           | Jean-Yves Hugon       | DVD   | Conseiller départemental                                  |
| s 5 |           | Maryse Rouillard      | DVD   | Maire de La Motte-Feuilly                                 |
|     |           |                       |       |                                                           |
| T 6 |           | Frédérique Gerbaud    | LR    | Sénatrice sortante, conseillère municipale de Châteauroux |
| s 6 |           | Roland Caillaud       | LR    | Maire de Pouligny-Saint-Pierre                            |
|     |           |                       |       |                                                           |
| T 7 |           | Nadine Bellurot       | LR    | Conseillère départementale, maire de Reuilly              |
| s 7 |           | Pascal Couturier      | LR    | Maire de Vicq-Exemplet                                    |
|     |           |                       |       |                                                           |
| T 8 |           | Mylène Wunsch         | RN    | Conseillère municipale de Châteauroux                     |
| s 8 |           | Dominique Lanyi       | RN    |                                                           |

## Résultats
| Candidats                | Candidats                | Parti                    | Nuance                   | Premier tour | Premier tour | Second tour          | Second tour          |
| Candidats                | Candidats                | Parti                    | Nuance                   | Voix         | %            | Voix                 | %                    |
| ------------------------ | ------------------------ | ------------------------ | ------------------------ | ------------ | ------------ | -------------------- | -------------------- |
|                          | Nadine Bellurot          | LR                       | DVD                      | 377          | 55,44        | Élue dès le 1er tour | Élue dès le 1er tour |
|                          | Frédérique Gerbaud       | LR                       | LR                       | 287          | 42,21        | 308                  | 46,18                |
|                          | Jean-Yves Hugon          | SE                       | DVD                      | 220          | 32,35        | 202                  | 30,28                |
|                          | François Avisseau        | PS                       | SOC                      | 146          | 21,47        | 137                  | 20,54                |
|                          | Jean-Luc Labbé           | PCF                      | COM                      | 78           | 11,47        | Retrait              | Retrait              |
|                          | Thierry Damien           | LREM                     | REM                      | 75           | 11,03        | Retrait              | Retrait              |
|                          | Mylène Wunsch            | RN                       | RN                       | 38           | 5,59         | 17                   | 2,55                 |
|                          | Paul Thore               | SE                       | DIV                      | 11           | 1,62         | 3                    | 0,45                 |
|                          |                          |                          |                          |              |              |                      |                      |
| Votes valides            | Votes valides            | Votes valides            | Votes valides            | 680          | 98,84        | 667                  | 95,42                |
| Votes blancs             | Votes blancs             | Votes blancs             | Votes blancs             | 3            | 0,44         | 14                   | 2,00                 |
| Votes nuls               | Votes nuls               | Votes nuls               | Votes nuls               | 5            | 0,73         | 18                   | 2,58                 |
| Total                    | Total                    | Total                    | Total                    | 688          | 100          | 699                  | 100                  |
| Abstention               | Abstention               | Abstention               | Abstention               | 17           | 2,41         | 6                    | 0,85                 |
| Inscrits / participation | Inscrits / participation | Inscrits / participation | Inscrits / participation | 705          | 97,59        | 705                  | 99,15                |